# Rhyncomya tunisia
Rhyncomya tunisia är en tvåvingeart som beskrevs av Knut Rognes 2002. Rhyncomya tunisia ingår i släktet Rhyncomya och familjen Rhiniidae.
Artens utbredningsområde är Tunisien. Inga underarter finns listade i Catalogue of Life.